# Itxaso Mardones
Itxaso Mardones Oca (Vitoria, 8 de enero de 1979-23 de abril de 2024) fue una periodista española.

## Biografía
Itxaso Mardones nació en la capital alavesa, a comienzos de 1979. Tras graduarse en Comunicación Audiovisual en la Universidad del País Vasco, completó su formación académica realizando un máster en Radio en la Universidad CEU de San Pablo.
Inició su carrera periodística en diversas radios y cadenas de televisión alavesas: Cadena COPE y Onda Cero y el canal local Álava 7 antes de trasladarse a Madrid. Allí trabajó en diversos programas de Cuatro (Visto y oído; Las Tardes de Cuatro; Te vas a enterar), Televisión Española (España Directo), Telemadrid, (Territorio Comanche) y Atresmedia (Equipo de Investigación), donde alcanzó mayor popularidad.
Uno de los momentos virales vividos por Itxaso en su trabajo fue el protagonizado por el político español Luis Bárcenas que, recién llegado de Canadá, dedicó una peineta a los medios de comunicación que estaban informando desde el aeropuerto de Barajas (2013).
Itxaso falleció a los 45 años el 23 de abril de 2024.